# Дворец Дадиани
Дворец Дадиани — резиденция мегрельских правителей из рода Дадиани в грузинском городе Зугдиди.

## История
Итальянский миссионер Арканджело Ламберти, побывавший в Грузии XVII века, писал, что «у князя более 50 дворцов, между коими дворец в Зугдиди красивейший: он построен из очень хорошего камня, его внутренние покои отделаны по-персидски».
Ныне существующий дворец возведён в 1873-78 гг. для княгини Екатерины Дадиани. При проектировании архитектор Эдгар Дж. Райс отталкивался от Воронцовского дворца в Алупке. Второй дворец возведён в 1880-е гг. для её сына, последнего мегрельского правителя, по проекту Леонида Васильева.
После отречения Николая Дадиани от престола (1866) его сестра Саломе уехала с матерью в Париж, где 18 мая 1868 г. вышла замуж за внука маршала Мюрата — принца Ашиля Мюрата, который привёз в Мегрелию несколько реликвий бонапартистов, включая одну из трёх посмертных масок Наполеона. Ныне она выставлена в историческом музее, который занимает часть дворцового комплекса.

## Музей

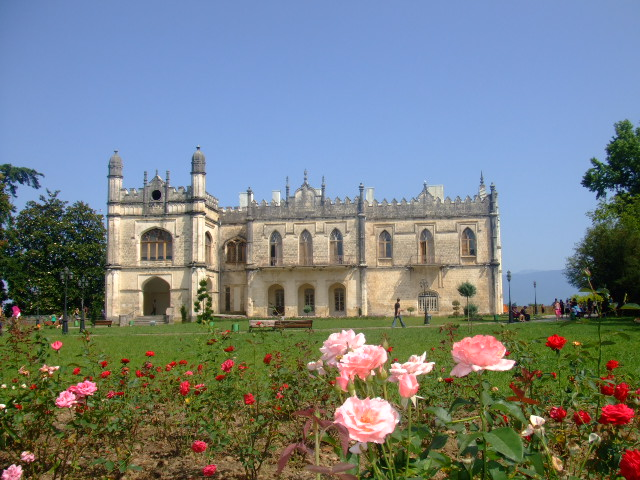
Перед дворцом Дадиани

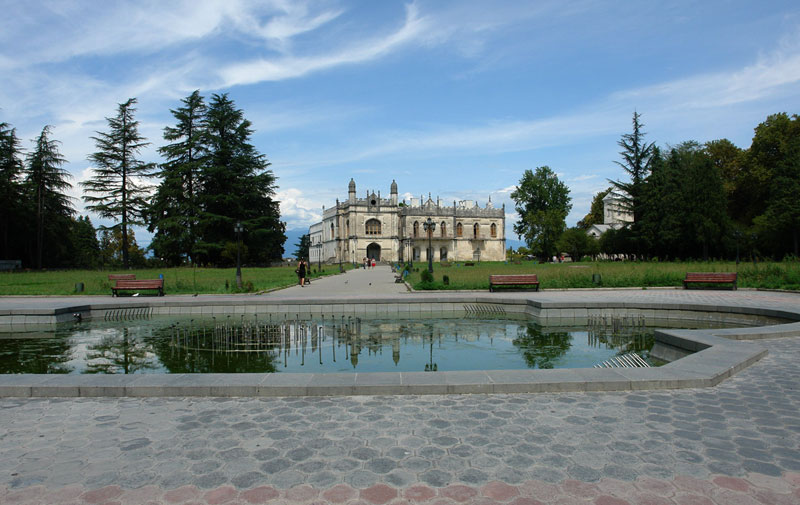
Дворец издалека

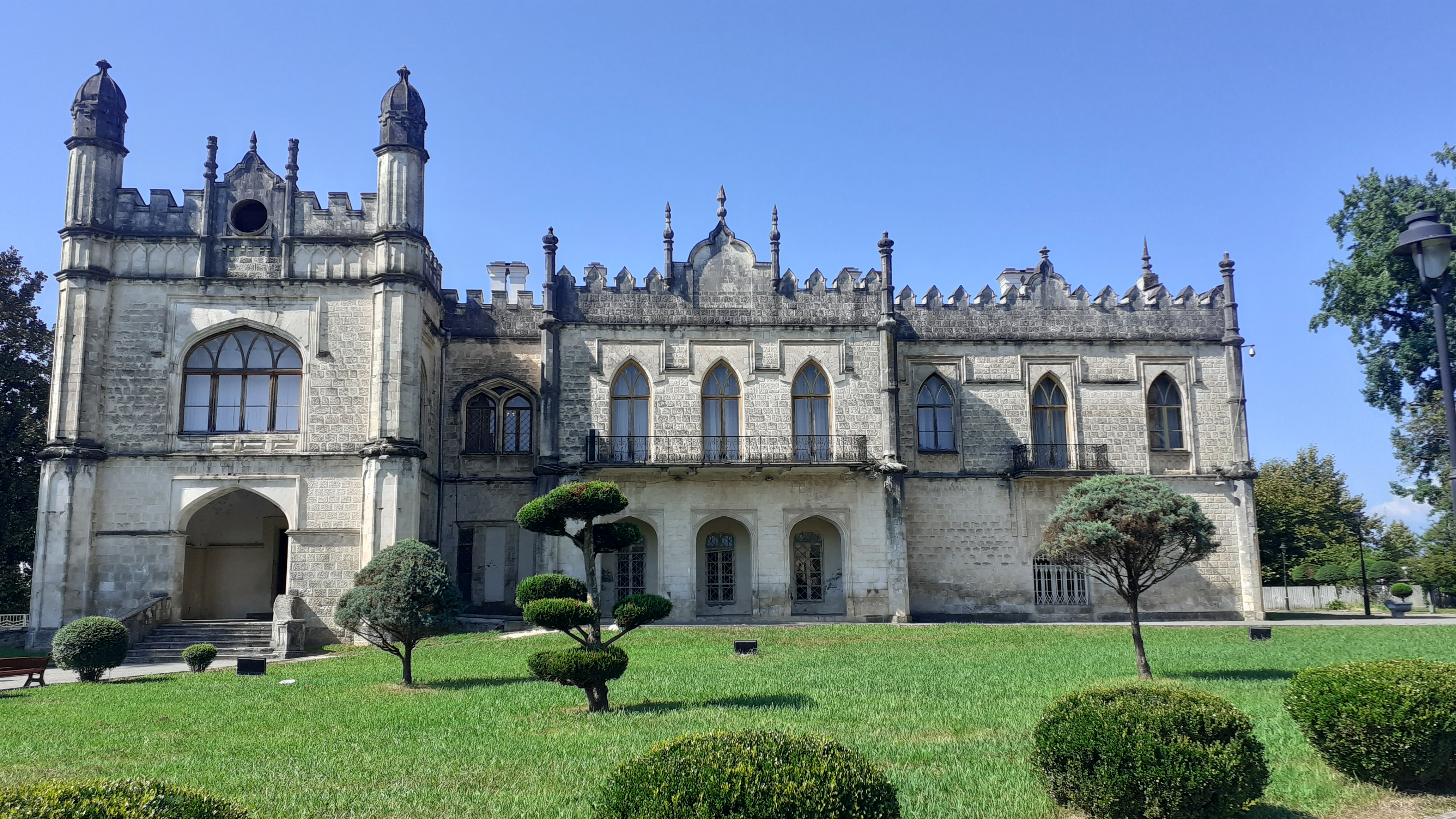
Вблизи

Музей был основан по инициативе владетеля Мегрелии Давида Дадиани в 1849 году на базе предметов из хранилища сокровищ владетеля и грузинских древностей. Сегодня в музее собрано до 41000 экспонатов — редких образцов грузинской национальной культуры. Среди них — инвентарь Тагилонского клада (1-е тысячелетие до н. э.), золотая античная маска, икона матери грузинской царицы Тамары (12 в.), памятники древности, попавшие в Грузию после падения Константинополя, боевое европейское оружие средних веков, произведения живописи и графики западноевропейских мастеров.
Вокруг дворца раскинулся обширный Зугдидский ботанический сад, который разбила при помощи выписанных из Европы садовников мать Саломе, Екатерина Александровна Чавчавадзе-Дадиани — родная сестра Нины Грибоедовой. Площадь сада составляет 26,4 га.

## Вопрос о собственности
В середине 1990-х годов в Зугдиди на постоянное место жительства переехал правнук принца Ашиля Мюрата и княжны Саломе — принц Ален Мюрат вместе с супругой принцессой Вероникой (урожденной де Шабо-Трамекур) и дочерью принцессой Матильдой. Они основали фонд «Мюраты в Грузии», а затем стали пытаться через Европейский суд получить имущество князей Дадиани, включая дворец. Однако существует и грузинский Фонд спасения дворцов Дадиани, представители которого указывают на то, что в 1919 году наследники Дадианов официально отказались от прав на дворцовый комплекс.
Во время посещения Зугдиди 26 мая 2007 года президент Грузии М. Н. Саакашвили заявил, что будут проведены работы по восстановлению дворца князей Дадиани:

«Мы собираемся так восстановить единственный сохранившийся европейский дворец Грузии — дворец князей Дадиани, чтобы им гордились как жители Зугдиди, так и вся остальная Грузия… Работы по восстановлению дворца мы начнем в ближайшие месяцы. Это дорогой по стоимости проект, но я считаю, что этот дворец — гордость Грузии и очень значительная часть её истории».